# Antagonímia
Az antagonímia (más néven kontronímia, kontranímia vagy enantioszémia) az a jelenség, amikor egyazon szó két, egymásnak ellentmondó jelentésben is használatos. Az ilyen szavakat antagonimáknak, ill. kontronimáknak nevezzük.
Nem összekeverendő az iróniával, amikor szándékosan valaminek az ellentétét mondják.

## Létrejötte, típusai
Létrejöttének többféle oka lehet:
- használatbeli (szemantikai, pragmatikai) eltolódás
- népetimológia, téves szóértelmezés
- negatív értékű szavak használata pozitív tartalmak intenzívebb kifejezésére (főleg a szlengben)
- többféle származtatás egybeesése
- stb.

Külön altípust alkotnak köztük azok a szavak, amelyeknél a két ellentmondó jelentés nem egy időben, hanem különböző nyelvállapotokban léteztek, vagyis ahol a szavak időközben ellenkező pólusú jelentésbe csaptak át (lásd alább).

## Példák a magyarban
- ajándék

pénzért vett termék
ingyen kapott/adott tárgy
- akar

szándékszik valamit tenni
szándéka ellenére, önkéntelenül történik vele valami (például: „… el akart hervadni, szabad-e locsolni?”, „azért jött ki a konyhába, mert már éhen akart halni”)
- befejez

abbahagy valamit
folytat valamit, amíg kész nem lesz vele
- biztos

(melléknévként) bizonyos
(határozóként) valószínűleg, feltehetőleg
- bombasztikus

üres, fellengzős, dagályos, terjengős
(a bulvárnyelvben) lenyűgöző vagy figyelemfelkeltő
- bonyolít

bonyolultabbá tesz, összekuszál
(a hivatalos nyelvben) elintéz, megold
- durva

ellenszenves, nemkívánatos
(a szlengben) lenyűgöző, kívánatos
- elejt

megfogja, elkapja (vadász a vadat)
elengedi, kiengedi a markából (bármi másra vonatkozóan)
- előre

a vége felé
az eleje felé
- gyengéje/gyenge pontja vkinek

ami nagyon közel áll valakihez (szereti)
ami nagyon távol áll valakitől (nem ért hozzá)
- hisz

feltételez, vélelmez, gyanít
meggyőződéssel vall
- kiemel

eltávolít, kitöröl
hangsúlyossá tesz, nyomatékosít
- megosztott

közös, többek által használt
többfelé felosztott, többféle irányuló
- mű

mesterséges tárgy, utánzat (pl. művirág)
kiváló munkával készített tárgy (pl. műbútor)
- odavan

kétségbe van esve
(~ vmiért) rajong vmiért
- pár

egy ember / dolog, aki / ami valakihez való
két ember / dolog, akik / amik együtt vannak
- útban van

halad a célja felé (másként: úton van)
gátolja a haladást
- valamennyi

(hangsúlytalanul) néhány, egy-kettő
(a választékos nyelvben, hangsúlyosan) mind, az összes
Ide sorolhatók az iróniának a köznyelvben elterjedt, akár lexikalizálódott formái is. Ezek közül némelyekben a hagyományos jelentés is megmaradt, mások viszont az adott fordulatban csak a szótári jelentéssel ellenkező értelemben használhatók:
- csak és csupán (jelentésük a kisebbítés mellett lehet ez is: ’nagyon sok; minden, az összes’)
- nagy ügy (a nagy jelentése itt: ’apró, elenyésző’)
- Volt egy kis afférom. (a kis jelentése itt: ’számottevő’)
- Na, jól nézek ki! (a jól jelentése itt: ’rosszul, borzasztóan’)
- De rossz! (a rossz jelentése bizonyos viccekre értve: ’jó’)
- stb.

### Történeti jellegűek
Az alábbiak némelyikében az újabb jelentés gyakorlatilag kiszorította a történetit; más szavak viszont mindmáig élnek és használatosak a hagyományos jelentésükben, és emellett bukkan fel alkalmilag az ellenkező jelentés. Az előbbi eset inkább nyelvtörténeti érdekesség, az utóbbi viszont figyelmet érdemelhet a nyelvhelyesség szempontjából.
- elérti

megérti, helyesen érti [történetileg]
félreérti [jelenleg]
- eredő

eredmény [hagyományosan]
eredet, forrás [újabban a sajtónyelvben alkalmilag]
- idejekorán

a kellő időben [történetileg]
túl korán [jelenleg]
- kies

üde, változatos [hagyományosan]
félreeső, kopár, terméketlen [újabban] [forrás?]
- szanál

talpra állít, rendbe hoz [eredetileg és legújabban ismét]
lebont, felszámol [a 20-as évektől és a szocializmusban]
- tempós

kimért, nyugodt, kényelmes [hagyományosan]
fürge, gyors [újabban, esetenként]
- ural

urának ismer el/szólít [történetileg]
uralkodik vmin [jelenleg]

## Példák más nyelvekben

### Ismertebb példái a latinban
Nevezetes példája a latin sacer/sacra/sacrum, amelynek jelentése szent és átkozott. Finály Henrik ezt írja latin–magyar szótárában magyarázatképpen a második jelentéskör bevezetésekor: „minthogy az istenségnek szentelt áldozatbarom egyszersmind halálra volt szánva”. A kettős használat gyökere az etimológiában keresendő: a sacer a secerno (elkülönít) ige gyökével van rokonságban, a megszentelt dolgok ugyanis ki vannak véve az emberi használat köréből, és egy másik dimenzióhoz tartoznak, ugyanígy az elátkozott dolgok. Megjegyzendő, hogy a magyar átkoz korábbi formája ugyancsak *áldkoz, azaz gyökében azonos az áldani gyökével.
Másik példája a latinban az altus/alta/altum, amelynek jelentése magas és mély egyaránt lehet – itt azonban megfigyelhető, hogy a két jelentés ritkán ütközik, mert például a hegy csak magas lehet, mély nem; a tenger viszont csak mély lehet, magas nem; a hang ugyanakkor magas és mély is egyaránt lehet. Megjegyzendő, hogy ez az antagonímia csak más nyelvek logikája alapján számít annak, latinul egyáltalán nem: ugyanis az altus jelentésében a gondolkodás az amplitúdóra koncentrál, nem pedig az irányra. Az altus voltaképpen azt fejezi ki, hogy a távolság nagy, nem pedig azt, hogy felfelé vagy lefelé nagy, ezért jelenthet egyszerre magasat és mélyet. Ez tehát nem antagonímia a latinban, antagonímia viszont a magyar gondolkodás szerint.

### További nyelvek
- A francia terrible jelenthet ’borzasztó’-t és ’borzasztó jó’-t egyaránt.[5]
- Az angol stroke főnévként ütést, csapást jelent, igeként (és olykor főnévként is) viszont simogatásra, cirógatásra utal.[6]
- A kínai koji (可以, kěyǐ) jelentheti azt is, hogy ’elmegy, nem rossz, megjárja’, és azt is, hogy ’szörnyű, borzasztó’.[7]
- A kínai 觉 írásjegy csiao (jiào) kiejtéssel alvást jelent, csüe (jué) ejtéssel viszont ébredést, észlelést, tudatosságot.[8]
- A kínai 亏 kui (kuī) gyakran veszteséget jelent, bizonyos összetételekben azonban szerencsét.[7]

## Külső hivatkozások
- Antagonimák (kontranimák) gyűjteménye különböző nyelvekben (a Wikiszótár angol változatában, a Wiktionaryben)